# Костёл Святого Марка (Варяж)
 Костёл святого Марка — недействующий католический храм времен раннего барокко, памятник архитектуры Украины. Находится в селе Варяж, Львовская область, Украина.

## История
Храм построен по проекту архитектора Войцеха Ленартовича в 1688—1693 годах. Основателем костёла считается местный польский магнат Матчинский (Matczynski).
Церковь построена из кирпича, с двумя боковыми башнями. Башни в 2 яруса, украшенные пилястрами, крыша в стиле барокко. В 1796 году костёл пострадал от пожара, и крыши башен после реставрации стали гораздо меньше в высоту. К нашему времени сохранились фрески, сделанные в 1810 году С. Строинским.

## В настоящее время
В настоящее время храм находится в руинообразном состоянии.